# Prague Challenger 1995
Il Prague Challenger 1995 è stato un torneo di tennis facente parte della categoria ATP Challenger Series nell'ambito dell'ATP Challenger Series 1995. Il torneo si è giocato a Praga in Repubblica Ceca dal 24 al 30 luglio 1995 su campi in terra rossa.

## Vincitori

### Singolare
Albert Portas ha battuto in finale  Hicham Arazi con il punteggio di 6–7, 6–4, 6–4

### Doppio
Filip Dewulf /  Vojtěch Flégl hanno battuto in finale  Petr Pála /  David Škoch con il punteggio di 6–7, 7–5, 6–2